# Colydium filiforme
Colydium filiforme är en skalbaggsart som beskrevs av Fabricius 1792. Colydium filiforme ingår i släktet Colydium, och familjen barkbaggar. Enligt den svenska rödlistan är arten starkt hotad i Sverige. Arten förekommer i Götaland, Öland och Svealand. Artens livsmiljö är skogslandskap, jordbrukslandskap, stadsmiljö.

## Bildgalleri

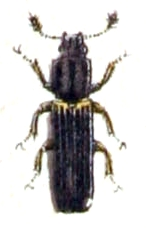